# Iuliu Prassler
Iuliu Prassler (n. 16 ianuarie 1916, d. 1942) a fost un fotbalist român, care a jucat pentru echipa națională de fotbal a României la Campionatul Mondial de Fotbal din 1938 (Franța), în meciul România - Cuba (1-2). A debutat cu gol în Divizia A pe data de 6 septembrie 1936 în meciul Unirea Tricolor - AMEF Arad (2-2), iar ultimul meci jucat în Divizia A a fost cel dintre Rapid București și Juventus București (4-1)